# Магура (город)
Магура (бенг. মাগুরা) — город и муниципалитет на юге Бангладеш, административный центр одноимённого округа. Площадь города равна 22,95 км². По данным переписи 2001 года, в городе проживало 85 216 человек, из которых мужчины составляли 51,69 %, женщины — соответственно 48,31 %. Плотность населения равнялась 3713 чел. на 1 км². Уровень грамотности взрослого населения составлял 47,6 % (при среднем по Бангладеш показателе 43,1 %).